# 卡佐拉山
46°17′44.83″N 8°14′12.74″E / 46.2957861°N 8.2368722°E
卡佐拉山（義大利語：Monte Cazzola），是意大利的山峰，位於該國西北部，由皮埃蒙特大區負責管轄，屬於勒蓬廷山的一部分，海拔高度2,330米，每年平均降雨量2,221毫米。